# نبرد لیته

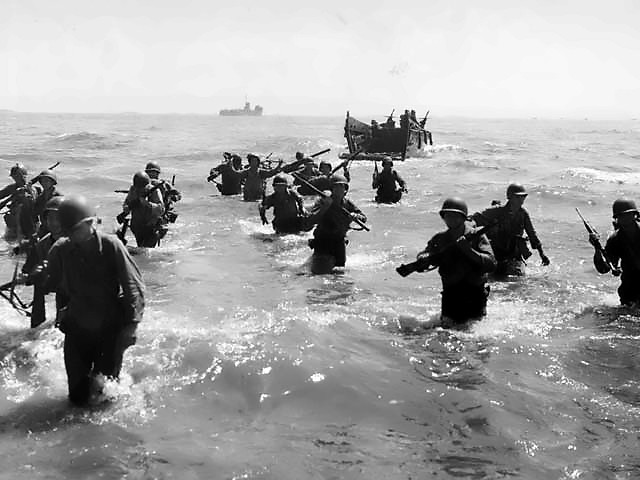

نبرد لِیته یکی از درگیری‌های جنگ اقیانوس آرام در هنگامهٔ جنگ جهانی دوم بود. در جریان این نبرد نیروهای ایالات متحده آمریکا و چریک‌های فیلیپینی به رهبر ژنرال داگلاس مک‌آرتور در نبردی آبی خاکی با امپراتوری ژاپن وارد جنگ شدند. این جنگ در فاصلهٔ ۲۰ اکتبر تا ۳۱ دسامبر ۱۹۴۴ میلادی در جزیره لیته رخ‌داد؛ هدف از آن کوشش برای خارج‌نمودن فیلیپین از چیرگی ژاپنی‌ها پس از سه‌سال از اشغال این سرزمین بود. رمز عملیات King Two بود. در نبرد لیته ژاپنی‌ها برای نخستین بار از کامی‌کازه استفاده‌کردند. نتیجهٔ این نبرد پیروزی قاطع متفقین بود.